# Novell ZENworks
Novell ZENworks — набор программных продуктов компании Novell, Inc., позволяющий осуществлять управление всем жизненным циклом серверов, рабочих станций (Microsoft Windows и Linux), портативных компьютеров и карманных персональных компьютеров.
В состав продукта входят девять отдельных пакетов: управление рабочими станциями, миграция личных настроек, управление пакетами программных продуктов, управление данными, управление обновлениями, управление Linux, управление серверами, управление карманными устройствами и управление инвентаризацией. Текущая версия продукта — 11.
Прародителем продукта можно считать средство для управления приложениями Novell — Novell Application Launcher (NAL). Первым продуктом, выпущенным под названием ZENworks был ZENworks 1.0 и ZENworks Starter Pack (версия ZENworks 1.0 с урезанной функциональностью, поставляемая в комплекте с операционной системой Novell NetWare 5.0. Затем продукт был переименован в ZENworks для рабочих станций (ZENworks for Desktops — ZfD), потому что компания Novell начала выпускать продукт для управления серверами — ZENworks для серверов (ZENworks for Servers — ZfS). С тех пор компания Novell выпустила несколько продуктов со словом «ZENworks» в названии, а затем объединила два продукта в один с названием ZENworks.

## Возможности
- Компонент Управление рабочими станциями позволяет администраторам устанавливать программные продукты на рабочих станциях, настраивать их, работать с образами жёстких дисков рабочих станций, инвентаризировать оборудование и установленные программы на рабочих станциях, а также дистанционно устранять проблемы на рабочих станциях и портативных компьютерах под управлением Windows из одной точки с помощью механизмов автоматизации на основе политик.
  - Продукты, установленные с помощью этого компонента, обладают возможностью самовосстановления и могут быть установлены по требованию.
  - Пакеты MSI и групповые политики также поддерживаются этим компонентом (несмотря на распространённое заблуждение, что службы Microsoft Active Directory необходимы для того, чтобы полностью воспользоваться преимуществами этих технологий).
  - Компонент может обслуживать рабочие станции как в корпоративной сети за брандмауэром, так и рабочие станции, находящиеся вне корпоративной сети.

- Компонент Миграция личных настроек является модифицированной версией продукта DesktopDNA, который в настоящее время принадлежит компании Computer Associates. Этот компонент может быть использован для миграции документов и настроек с одного компьютера Windows на другой вне зависимости от версии Windows, используемой на компьютерах.
- Компонент Управление пакетами программных продуктов является специальным выпуском продукта AdminStudio компании Macrovision, который позволяет администраторам создавать надёжные пакеты MSI для распространения с помощью компонента управления рабочими станциями.
- Компонент Управление данными представляет собой продукт Novell iFolder, который позволяет пользователям синхронизировать данные в указанной локальной папке (папка iFolder) с сервером. Папки iFolder могут быть созданы на нескольких компьютерах, где установлен клиент iFolder. К данным на сервере можно получить доступ из локальной сети и через Интернет с помощью веб-интерфейса.
- Компонент Управление обновлениями является изменённой версией программного обеспечения компании PatchLink.
- Компонент Управление Linux построен на основе продукта Red Carpet, который управляет RPM-пакетами, установленными на рабочих станциях Linux. Использует технологию автоматизации на базе политик для установки, управления и эксплуатации Linux-ресурсов. Автоматизированные интеллектуальные политики позволяют ZENworks Linux Management обеспечивать централизованное управление на протяжении всего жизненного цикла Linux-систем с возможностями изоляции рабочих станций, загрузки образов, дистанционного управления, инвентаризации и управления программным обеспечением.
- Компонент Управление серверами позволяет администраторам дистанционно обновлять и настраивать серверы Windows, NetWare и Linux с помощью механизмов автоматизации на основе политик, а также устранять проблемы.
- Компонент Управление карманными устройствами позволяет администраторам дистанционно обновлять, настраивать и инвентаризировать устройства Palm, Windows CE, PocketPC и RIM BlackBerry.
- Компонент Управление инвентаризацией был недавно включён в состав продукта. Фактически он не входит в состав ZENworks 6.5, а поставляется в качестве отдельного продукта, который будет включён в продукт в следующих версиях. Этот компонент предоставляет широкие возможности инвентаризации оборудования и программных продуктов.

## Требования к системе

### Управляемые устройства
- Управление рабочими станциями
  - Windows XP Professional с пакетом обновления 1 (SP1)
  - Windows 2000 Professional с пакетом обновления 4 (SP4)
  - Второе издание Windows 98 (SE)
  - Windows XP Tablet PC Edition
- Управление серверами
  - NetWare 5.1, NetWare 6 и NetWare 6.5
  - Novell Open Enterprise Server
  - Windows 2000 Server и Windows Server 2003
  - SUSE LINUX Enterprise Server 8 и 9
  - Red Hat Advanced Server 2.1 и Red Hat Enterprise Server 2.1
  - Red Hat Enterprise Linux AS 3 и 4 и Red Hat Enterprise Linux ES 3 и 4
  - Solaris 9
- Управление Linux
  - Novell Linux Desktop с пакетом обновления 1 (SP1), x86, x86_64 и x86_EM64T
  - Novell Open Enterprise Server, x86
  - SUSE LINUX Enterprise Server 9 SP1 x86, x86_64 и x86_EM64T
  - SUSE LINUX Professional 9.3, x86, x86_64 и x86_EM64T
  - Red Hat Enterprise Linux 4.0 AS, ES, WS и x86
- Управление карманными устройствами
  - Palm OS 3.5 и более поздних версиях на устройствах Palm
  - Windows CE 2.11 и более поздние версии (включая устройства Pocket PC)
  - Устройства BlackBerry 850/857 с сетью DataTAC и устройства BlackBerry 950/957 с сетью Mobitex
  - Синхронизованные устройства через компьютер Windows 95 или более поздней версии или по TCP/IP с сервером управления карманными устройствами ZENworks.

### Сервер управления
- Управление рабочими станциями
  - NetWare 6.5 с пакетом обновления 1 (SP1)
  - NetWare 6 с пакетом обновления 4 (SP4)
  - Windows 2000 Server с пакетом обновления 4 (SP4)
  - Windows Server 2003
  - SUSE LINUX Enterprise Server 9 с пакетом обновления 1 (SP1)
- Управление серверами
  - NetWare 5.1, NetWare 6 или NetWare 6.5
  - Windows 2000 Server или Windows Server 2003
  - SUSE LINUX Enterprise Server 8 и 9
  - Red Hat Advanced Server 2.1 или Red Hat Enterprise Server 2.1
  - Red Hat Enterprise Linux AS 3 и 4 и Red Hat Enterprise Linux ES 3 и 4
- Управление Linux
  - SUSE LINUX Enterprise Server 9 с пакетом обновления 1 (SP1) x86
- Управление карманными устройствами
  - Windows 2000 (сервер или рабочая станция)
  - Windows Server 2003

### Поддерживаемые каталоги
- Novell eDirectory
- Microsoft Active Directory